# Нирвана
Вижте пояснителната страница за други значения на Нирвана.
Нирвана (пали: nibbāna, нибана, санскрит: निर्वाण), известна още като просветление или пробуждане е пълното спокойствие на ума при Освобождението (мокша), това е състоянието на край на страданието, най-висше щастие и единението с божественото. Постигането на нирвана е цел в будизма. За будистите Нирвана е и освобождаване от цикличното страдание, присъщо на обусловеното съществувание (самсара). Думата означава букв. „угасване“ или в будистки контекст това е спокойствието на ума след изчезването на бушуващите делюзии, алчност и ненавист.
Нирвана трудно може да се обясни с думи, но може да се преживее вследствие на интензивна работа с ума, главно медитация, и продължителна духовна практика.

## Пътища за постигане на Нирвана вПали канона
Във Вищудхимага, глава I-6 (Будагоса & Нюнамоли, 1999, стр. 6 – 7) Будагхоша посочва различни избори, като част от Пали канона, на стремежа към Нирвана, включително:
1. само чрез проницателност, прозрение, вникване (випасана)
2. чрез джана и разбиране
3. чрез делата, виждането и правдивост
4. чрез добродетелност, съзнателност и разбиране
5. с добродетелност, разбиране, концентрация и усилие
6. с четирите основи на съзнаването (сати) (виж Сатипатана Сута, ii.290)

## Махаяна възгледа за Нирвана
Идеята за Нирвана като състояние на изчистения, недуалистичен „по-висш ум“ може да бъде открита в някои Махаяна/Тантрически текстове.
Нирвана има три основни черти
1. Природата ѝ е пустота.
2. Проявлението ѝ е свобода от илюзии.
3. Характеристиката ѝ е освобождение от всички страдания.

Но има различни видове Нирвана, които трябва внимателно да различим в текстовете:
- Таковостта на всички явления, наречена „Естествената Нирвана“
- Прекратяване на чувствата и различаването чрез неутрализация на техните семена в резултат на практикуване на светския път, наречена „Мнима Нирвана на Прекратяването“ На четирите нива на концентрация (Самадхи) на безформеното кармичните отпечатъци (семена) се изчерпват и възниква лъжлива Нирвана.
- Прекратяване, което се получава по Пътя на Виждането на Малката Колесница, наречена „Нирвана на Архатите“
- Нирвана на Будите и Бодхисатвите свободна от крайностите на съществуванието и покоя, благодарение на силата на различаващата мъдрост и съчувствието, наречена „Нирвана отвъд Пребиваването“.